# Francesco Girolamo Bocchi
Francesco Girolamo Bocchi (Adria, 13 luglio 1748 – Adria, 4 ottobre 1810) è stato uno storico e archeologo italiano, autore di numerosi volumi relativi alla storia antica ed ecclesiastica della città natia e proprietario di una collezione di reperti archeologici che in seguito costituirono il nucleo della collezione ora presente nel Museo archeologico nazionale di Adria.